# Veľká Dolina
Veľká Dolina (Hongaars: Nagyvölgy) is een Slowaakse gemeente in de regio Nitra, en maakt deel uit van het district Nitra.
Veľká Dolina telt 664 inwoners.